# Dentalium bisexangulatum
Dentalium bisexangulatum is een Scaphopodasoort uit de familie van de Dentaliidae. De wetenschappelijke naam van de soort is voor het eerst geldig gepubliceerd in 1860 door G.B. Sowerby II.